# Tristão Vaz Teixeira
Tristão Vaz Teixeira, "O das Damas" (Machico, cerca de 1426 - Funchal, 20 de dezembro de 1506) é um dos nomes nome pelo qual é conhecido o filho de Tristão Teixeira, navegador e primeiro donatário de Machico. Sendo o sucessor do pai, foi o segundo capitão-mor de Machico , e também foi o poeta conhecido como "Tristão das Damas", por ser muito cortesão e considerado grande poeta. No Cancioneiro Geral, de Garcia de Resende, de 1516, aparece como "Tristão Teixeira", como era conhecido o próprio pai.
Foi casado com Guiomar de Lordello. Após a morte de Guiomar, Tristão casou-se pela segunda vez, com Alda Mendes, irmã de Dom Pedro, Bispo da Guarda. 
Diligenciou festas, torneios, jogos de cavalaria e saraus de poesia, sendo da sua autoria três das poesias que integram o Cancioneiro Geral de Garcia de Resende. Mandou edificar a primitiva capela de São Roque, o patrono dos males de contágio, bem como a capela de São João Batista, na igreja matriz de Machico, destinada a jazigo da família, como testemunha o brasão de armas dos Teixeiras, onde jaz sepultado. 